# Бой при Бешбунар
Боят при Бешбунар или Беш бунар или Баш бунар е бой между сдружените чети на Вътрешната македоно-одринска революционна организация, начело с Апостол войвода и Иванчо Карасулията срещу османски аскер, станал в планината Паяк на 25 септември 1903 година, по време на Илинденско-Преображенското въстание.

## Бой
След сражението на обединените чети на Сава Михайлов и Аргир Манасиев при Клисура на 24 август 1903 година, двете чети от 100 четници са в Паяк, като към тях се присъединява и Кукушката чета от 80 души. След сражението на Гъндач на Апостол войвода, Иванчо Карасулията и Гоце Нисторов от 12 септември 1903 година, само няколко дена, след като войската се е прибрала, войводата Манасиев кара секретаря на четата Кочо Колищърков да напише писмо до командира на войските в Ливада, с което го кани да дойде с войска към Бешбунар за сражение. Гарнизонът от 300 души редовна войска авджи табур пристига в Бешбунар, където са заели позиции четниците. Въстаниците имат заповед да чакат приближаване на десет крачки и чак тогава да откриват огън. Заповедта е спазена и първата османска атака е отблъсната със залпов огън. След това се завързва сражение от далечно разстояние. Войската започва да бави сражението и да се опитва да задържи въстаниците по-дълго време, докато дойде покрепление. Войводите Манасиев и Михайлов преценяват, че забавянето ще е гибелно, тъй като четата няма да може да си набави патрони и след 6-часово сражение заповядват пробив, който е успешен и четата се оттегля.
В сражението загиват 15 османски войници и 1 четник. Според Ангел Динев:
| „ | то бе един сполучлив удар за респектиране на войниците и една мощна демонстрация против робството и тиранията. | “ |